# Commodore User
Commodore User, nota ai lettori con l'abbreviazione CU, era una delle più vecchie riviste britanniche riguardanti Commodore, fondata nel 1983. La rivista, la cui pubblicazione ha coperto più di 15 anni di storia, aveva contenuti sia tecnico-informatici che legati al mondo dei videogiochi. Inizialmente pubblicata dal gruppo Paradox, fu acquisita nel 1984 dalla casa editrice EMAP che, dopo aver incorporato Vic Computing nel 1983, stava spostando la propria attenzione verso l'emergente Commodore 64. Nel 1986 l'interesse della rivista si estese anche all'Amiga, che divenne presto dominante, portando la pubblicazione a cambiare il proprio nome nel 1990 in CU Amiga. Interessandosi in seguito di computing a 16 bit, il magazine continuò a pubblicare numeri con la nuova denominazione per otto anni. L'ultimo numero fu pubblicato nell'ottobre 1998, quando l'editore EMAP decise di chiudere la testata a causa delle scarse vendite. La rivista conteneva anche recensioni di giochi arcade.

## Storia
Continuando dove Vic Computing aveva lasciato, Commodore User fu lanciata nell'ottobre 1983, con una preview iniziale a giugno dello stesso anno. Inizialmente la rivista era destinata a ciò che veniva definito come "il lato serio del computing" e comprendeva tutorial di programmazione, istruzioni per usare il linguaggio macchina e recensioni di software per gli affari. Il primo numero era scritto e prodotto da un piccolo team, composto dal direttore Dennis Jarret, lo scrittore e futuro direttore Bohdan Buciack e l'assistente editoriale Nicky Chapman. Data la popolarità iniziale della rivista, il numero di pagine di ogni pubblicazione - originariamente fissato a 64 - si estese a 96 in breve tempo.
I primi 12 numeri furono pubblicati dal gruppo Paradox, per passare nell'ottobre del 1984 a EMAP, sotto cui rimarrà per tutto il resto della propria storia editoriale.
I videogiochi iniziarono ad apparire come contenuto della rivista a partire dal 1984, con l'introduzione di un piccolo paragrafo dedicato e chiamato Screen Scene. Tale sezione divenne in seguito permanente e rimase tale fino alla chiusura delle pubblicazioni.
Nel 1985 il Commodore 64 divenne sempre più popolare e di conseguenza la rivista cominciò a trattare temi riguardanti l'home computer in questione sempre più frequentemente. Un altro dispositivo diffuso da Commodore, il Commodore VIC-20, fu presto tralasciato. Gli stessi contenuti riguardanti argomenti tecnici decrebbero progressivamente, lasciando sempre maggior spazio alla tematica videogiochi. Nel frattempo, le vendite di CU cominciarono a salire, portando la rivista ad aumentare il numero delle pagine, sempre più colorate. All'apice del successo, il numero di pagine che Commodore User contava era di 116.
Nel 1986, CU cominciò a trattare Amiga, un nuovo computer a 16 bit. La rivista era allora all'apice del proprio successo e raccoglieva articoli riguardanti ogni piattaforma distribuita da Commodore, dal C16 all'Amiga. La tiratura registrò un record di oltre 70000 copie stampate nell'anno 1988.
Per dimostrare come il contenuto della rivista stesse cambiando, il nome fu cambiato in CU Commodore User Amiga-64. La denominazione rifletteva il focus sempre maggiore sul nuovo dispositivo di Commodore. La grafica del titolo era impostata in modo da mettere in risalto i caratteri CU. La denominazione Commodore User fu presto abbandonata e la testata divenne per breve tempo CU Amiga-64, in una fase di transizione verso il totale trasferimento dei contenuti dal C64 all'Amiga.
Comprendendo come il mercato del C64 stesse incontrando un inevitabile declino, nel 1990, CU prese la decisione di concentrare i temi della testata interamente sull'Amiga, abbandonando ogni futuro articolo riguardante il C64.

## CU Amiga Magazine
Con l'arrivo della nuova decade, arrivò un successore per il C64, l'Amiga 500 (A500). L'A500 era il "fratello minore" dell'ugualmente popolare A2000 (destinato alla finanza) ed era riuscito a scalare con successo le vendite nel mercato degli home computer. Con il numero di marzo 1990, la rivista Commodore User lasciò definitivamente la denominazione originale per essere rilanciata come CU Amiga. La nuova rivista, abbandonato ogni riferimento al C64, si dedicò fino alla nuova piattaforma Amiga fino alla chiusura, espandendosi in seguito e includendo: A3000, A500+, A600, A1200 e CD32. L'adattamento al mercato comportò una nuova crescita delle vendite.
Nel 1994, tuttavia, il declino della popolarità dell'Amiga si rivelò ovvia. CU Amiga cambiò nome un'ultima volta per cercare di distinguersi da altre riviste concorrenti in un mercato sempre più ridotto, diventando CU Amiga Magazine. Negli ultimi anni, sotto la direzione di Tony Horgan, la rivista divenne sempre più tecnica e specifica, ma parallelamente anche più professionale. L'ultimo numero includeva un riferimento al gruppo comico Monty Python: una copertina sottosopra con l'impronta di un piede stampata sopra il logo.
La chiusura di CU Amiga Magazine lasciava sul mercato solamente la concorrente, Amiga Format, l'ultima rivista mensile rimasta riguardante specificatamente Amiga. Un anno dopo la chiusura di CU, nell'ottobre 1999, fu fondata la nuova rivista Amiga Active, contenente articoli simili a quelli proposti da Amiga Format, che chiuse con l'ultimo numero nel maggio del 2000.